# یواس‌اس پروتئوس (ای‌اس-۱۹)
یواس‌اس پروتئوس (ای‌اس-۱۹) (به انگلیسی: USS Proteus (AS-19)) یک کشتی مادر زیردریایی است که طول آن ۵۲۹ فوت ۶ اینچ (۱۶۱٫۳۹ متر) می‌باشد. این کشتی مادر زیردریایی در سال ۱۹۴۲ ساخته شد.